# 高田健一
高田 健一（たかだ けんいち、1978年12月21日 - ）は、日本の男性俳優。埼玉県・所沢市出身。オリオンズベルト所属。身長183cm。血液型A型、資格：愛猫飼育スペシャリスト、プロジェクトマネジメントアソシエイト、整理収納アドバイザー2級、DCプランナー2級。

## 出演歴

### 映画
- 「バトルロワイヤル2」（2004年） - 政府親衛隊 役
- 「すんドめ」（2006年） - 元部長 役
- 「すんドめ2」（2007年） - 元部長 役
- 「すんドめ3」（2008年） - 元部長 役
- 「すんドめ4 The Final」（2009年） - 元部長 役
- 「カイジ 人生逆転ゲーム」（2009年） - 遠藤金融 役
- 「20世紀少年 最終章」（2009年） - ヨシツネの部下 役
- 「新天然華汁さやか」（2009） - エージェント 役
- 「飛ぶツチノコ」（2010年） - 鈴木 役
- 「ガールズゾンビ」（2011年） - 野田 役
- 「雀王」（2013年） - 中野達也 役
- 「兎 野性の闘牌」（2013年） - 盛岡弘 役
- 「雨男」（2014年） - 郡山幸雄 役
- 「検察側の罪人」（2018年） - 検察官 役

### ドラマ
- 「Pinkの遺伝子」（2005年、テレビ東京）1話、バカップル 役
- 「いちばん暗いのは夜明け前」（2005年、テレビ東京）12話、強姦者 役
- 「エリートヤンキー三郎」 （2007年、テレビ東京）レギュラー三郎軍団 役
- 「リセット RESET」（2009年、テレビ東京）チーマー 役
- 「ごくせん卒業スペシャル」（2009年、フジテレビ系） 不良高校生 役
- 「マジすか学園2」（2011年、テレビ東京）チンピラ 役
- 月曜ミステリーシアター「SAKURA～事件を聞く女～」（2014年、TBS）レギュラー刑事
- 「別れたら好きな人」（2015年、東海テレビ）4週15話、お父さん 役
- 月曜名作劇場「あんみつ検事の捜査ファイル 女検事の涙は乾く」（2016年、TBS） 鑑識課員A 役
- 「受験のシンデレラ」（2016年、NHKBS）1話、お好み焼屋の客2 役
- 「レンタル救世主」（2016年、日本テレビ）10話、ボディガード 役
- 「増山超能力師事務所」（2017年、読売テレビ）4話、ヤクザ構成員3 役
- 「孤独のグルメ」Season6 第11話（2017年6月24日、テレビ東京） - 店主 役
- 「コードブルー ～ドクターヘリ緊急救命～ THE THIRD SEASON」（2017年、フジテレビ系） 転落男性 役
- 「相棒16」（2018年、テレビ朝日系）7話、飯沼 役
- 「オー・マイ・ジャンプ！～少年ジャンプが地球を救う～」（2018年、テレビ東京） 久島 役
- 「ミッドナイト・ジャーナル～誤報記者たちの七年戦争～」（2018年、テレビ東京）久保木邦彦 役
- 「シグナル 長期未解決事件捜査班」（2018年、関西テレビ系）8話、青木勇気 役
- 「警視庁ゼロ係〜生活安全課なんでも相談室3〜」（2018年、テレビ東京系）3話、国際弁護士 役
- 「サイレント・ヴォイス 行動心理捜査官・楯岡絵麻」（2018年、BSテレ東）1話、刑事B 役
- 「ブラックペアン」（2018年、TBS）1話、編集者 役
- 「棟居刑事 黒い絆」（2019年、テレビ朝日系列）刑事C 役
- 「ダイイングアイ」（2019年、WOWOW）3話、追う男1 役
- 「ラジエーションハウス〜放射線科の診断レポート〜」（2019年、フジテレビ系）1話、記者B 役
- 「ミラー・ツインズ」（2019年、WOWOW✖️東海テレビ）7話、医者 役
- 「赤ひげ２」（2019年、NHK）1話、患者 役
- 「ドクターY〜外科医・加地秀樹〜」（2020年、日本テレビ）記者 役
- 「監察医朝顔２」（2021年、フジテレビ）医者 役
- 「逃亡者」（2022年、WOWOW）最終話、刑務官 役
- ミス・ターゲット 第1話（2024年4月21日、朝日放送・テレビ朝日系） - 二ノ宮健太 役[1]
- 新宿野戦病院 第10話（2024年9月4日、フジテレビ） - 新宿区役所職員 役[2]
- 全領域異常解決室 第5話（2024年11月6日、フジテレビ）[3]
- Qrosの女 スクープという名の狂気 第6話・第8話 - 最終話（2024年11月11日・25日 - 12月9日、テレビ東京） - 芸能記者 役[4]
- 恋は闇 第1話（2025年4月16日、日本テレビ） - 記者 役[5]
- キャスター 第2話（2025年4月20日、TBS） - 記者 役[6]

### CM
- 「読売新聞教育ルネッサンス」（2005年）毛来リーゼント侍 役
- 「サントリーCC レモン 海編」（2008年）ナンパ男 役
- 「オリヒロ」 （2008年）父親 役
- 「サントリーBOSS　午後の余韻」（2009年） ＳP 役
- 「ケンウッド」（2011年）主役:トラン社長 役(ナレーション)
- 「SUZUKI ハスラー」（2014年）イラストレーター 役
- 「NEC Lavie」（2015年）サラリーマン 役
- 「デアゴスティーニ　マツダコスモスポーツ」（2016年）メイン男性
- 「ネスカフェゴールドブランドバリスタI」（2017年）先輩社員 役
- 「サントリーアイスジン」（2017年）男性客 役
- 「小田急ロマンスカー　20年ぶりの合宿編」（2018年）同級生 役
- 「日本生命」（2019年）体の大きい乗客 役
- 「Nintendo Switch ２０１９年夏編」（2019年）親戚のおじさん 役
- 「キリン　午後の紅茶」（2020年）上司 役
- 「NTT西日本　テレワーク」（2020年）取引先上司 役
- 「アイリス　ナノエアーマスク」（2021年）記者 役

### テレビ
- 「私の何がいけないのSP」（2013年、TBS）美奈子の元夫 役
- 「あのニュースで得する人損する人」（2014年、日本テレビ系）強迫性障害患者 役
- 「ありえへん∞世界」（2015年、テレビ東京）浅見昇 役
- 「ありえへん∞世界」（2015年、テレビ東京）内田隊長 役
- 「奇跡体験!アンビリバボー」（2015年、フジテレビ系）谷宏司 役
- 「奇想天外!なんでこうなった!?」（2015年、TBS）亀山勉 役
- 「逃走中　大江戸ヒーローズ～偉人達と駆け抜けろ～」（2015年、フジテレビ系）近藤勇 役
- 「ノンストップ」（2017年、フジテレビ系）竹原慎二 役
- 「プロ野球選手の妻たち2016」（2016年、TBS） 盛田幸妃 役
- 「THE!世界仰天ニュース」（2017年、日本テレビ系）オウム幹部信者 役
- 「深イイ話し」（2017年、日本テレビ）スピードワゴン小沢 役
- 「報道特番 オウム」（2018年、テレビ東京）捜査員D 役
- 「主治医が見つかる診療所」（2018年、テレビ東京）DJ KOO 役
- 「奇跡体験!アンビリバボー」（2019年、フジテレビ系）教師 役*
- 「追跡ドキュメントバラエティ シンジジツ」（2020年、フジテレビ系）厚労省副大臣 橋本岳 役*
- 「世界のなんだコレ　ミステリー」（2021年、フジテレビ系）徳川家康 役
- 「奇跡体験!アンビリバボー」（2021年、フジテレビ系）ウルフルズ ケイスケ 役
- 「24時間テレビ 」（2022年、日本テレビ系）動物写真家 小原玲 役

他、2012年～多数出演